# Alejandro Ruiz Márquez
Alejandro Ruiz Márquez (Ciudad de México; 9 de junio de 1967) es un actor mexicano, es especialmente conocido por las numerosas telenovelas en que ha participado.

## Biografía
Estudió en la Universidad Nacional Autónoma de México hasta el octavo semestre de la carrera de Licenciatura en Contaduría, carrera que dejó para convertirse en actor. En 1981 llegó a Televisa y participó en la telenovela El derecho de nacer, junto a Verónica Castro. Un año más tarde participó en El amor nunca muere, Vivir enamorada y En busca del paraíso.
Hasta la fecha ha participado en más de 40 telenovelas, obras de teatro y películas.[cita requerida]

## Filmografía

### Cine
- Patricia
- El maleficio
- Camaroneros

### Teatro
- Mejor a tiempo (2007)
- ¡Diablos! Y el niño
- Dios mío que lío (2018)

### Telenovelas
- Mi adorable maldición (2017) ... Onésimo Quiñones
- Las amazonas (2016)... Alonso
- Un camino hacia el destino (2016) ... Ismael Solórzano
- Hasta el fin del mundo (2014-2015) ... Iván Martínez
- Por siempre mi amor (2013-2014) ... Bruno Escudero
- Que bonito amor (2012-2013) ... El Siete Mares
- Amor bravío (2012) ... Padre Anselmo Medrano
- Cuando me enamoro (2010-2011) ... Ezequiel Fierro
- Soy tu dueña (2010) ... Nazario Melgarejo
- Mañana es para siempre (2008-2009) .... Jacinto Cordero
- Cuidado con el ángel (2008-2009) .... Juez del Villar
- Yo amo a Juan Querendón (2007-2008) .... Nacho Machetes
- Amar sin límites (2006-2007) .... Gustavo Lara
- Mundo de fieras (2006) .... Silvestre
- La fea más bella (2006-2007) ....Amante de Paula María
- La esposa virgen (2005) .... Loreto Arriaga
- La madrastra (2005) .... Dr. Alejandro Ruiz
- Sueños y caramelos (2005) .... David
- Misión SOS (2004-2005) .... Ezequiel Guerra
- Amarte es mi pecado (2004) .... Diego Fernández Del Ara
- Te amaré en silencio (2003) .... El Joto
- De pocas, pocas pulgas (2003)
- ¡Vivan los niños! (2002-2003) .... Julián Castillo
- La intrusa (2001) .... Juvencio Menchaca
- El noveno mandamiento (2001) .... Diego Gascón
- Carita de ángel (2000-2001) .... Homero Anaya Rubalcaba
- Cuento de navidad (1999-2000) .... Casimiro
- El niño que vino del mar (1999) .... Martín
- La usurpadora (1998) .... Leandro Gómez
- Esmeralda (1997) .... Adrián Lucero
- La antorcha encendida (1996) .... Diego Foncerrada †
- Imperio de cristal (1994-1995) .... Marcelo Ocampo
- El vuelo del águila (1994-1995) .... Justo Benítez
- Valentina (1993-1994) .... Pablo Martínez
- Capricho (1993) .... Fernando
- Atrapada (1991-1992) .... Octavio
- Un rostro en mi pasado (1989-1990) .... Ricardo
- Encadenados (1988-1989) .... Marcos
- Victoria (1987-1988)
- Senda de gloria (1987) .... José León Toral
- De pura sangre (1985-1986) .... Agustín
- Tú o nadie (1985) .... Felipe Acuña

## Series
- Mujer, casos de la vida real
- La rosa de Guadalupe
- Como dice el dicho
- Somos, NETFLIX, 2021

## Premios y nominaciones
Estrella de Plata por Encadenados en 2008.

### Premios TVyNovelas
| Año  | Categoría              | Telenovela | Resultado |
| ---- | ---------------------- | ---------- | --------- |
| 2008 | Mejor actor de reparto | Esmeralda  | Ganador   |

Ganador del premio Bravo a mejor actor por programa unitario 2016 .